# John Castles
John Castles Gil (Barranquilla, 1946 - Bogotá, 14 de diciembre de 2023) fue un arquitecto, artista plástico y escultor colombiano.

## Biografía
Nació en Barranquilla. Estudió arquitectura en la Pontificia Universidad Javeriana de Bogotá realizó su maestría de escultura en la Universidad Nacional de Colombia, sede Medellín, que abarcó su carrera de escultura en abstracto geométrico. Se desempeñó como docente de la Academia Superior de Artes de Bogotá (ASAB), realizó curadurías, montajes, participó en salones nacionales y regionales.
Fue discípulos de artistas como Edgar Negret y Eduardo Ramírez Villamizar y Feliza Bursztyn, que propuso obras que van desde verticales a horizontales, con metales doblados y óxidos, en obras geométricas y abstractas, tanto paisajes interiores como para paisajes urbanos.Falleció en Bogotá el 14 de diciembre de 2023 tras de sufrir complicaciones de salud.